# Elena Kagan

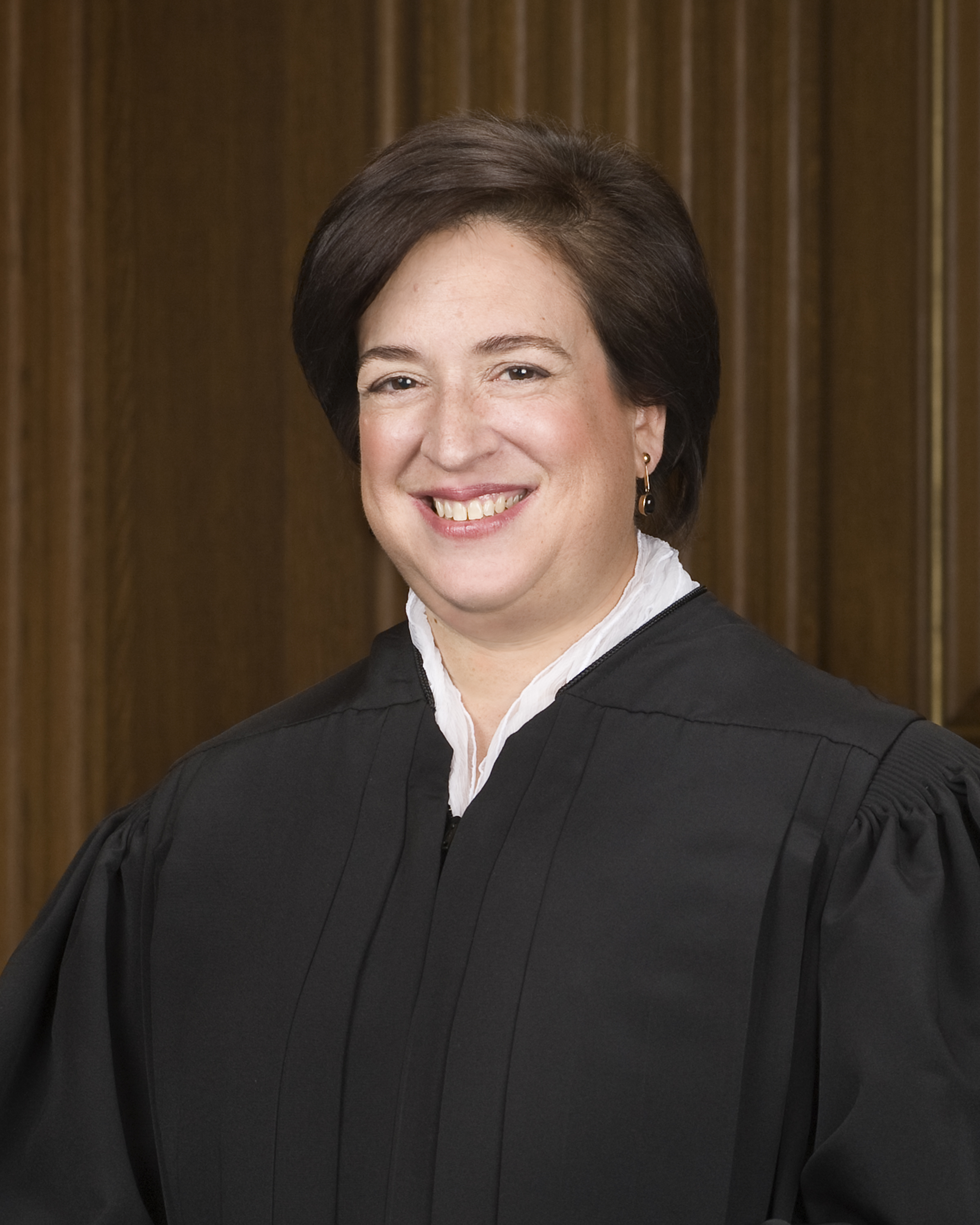
Elena Kagan (2010)

Elena Kagan [ˈkeɪɡən] (* 28. April 1960 in New York City) ist eine US-amerikanische Juristin. Seit Anfang August 2010 ist sie Richterin am Obersten Gerichtshof der Vereinigten Staaten (englisch: Associate Justice of the Supreme Court of the United States). Sie ist das 112. Mitglied des Obersten Gerichts und die vierte Frau in diesem Amt.
Kagan lehrte an der Juristischen Fakultät der University of Chicago, diente unter Präsident Bill Clinton als Rechtsberaterin in verschiedenen Funktionen im Weißen Haus und war ab 1999 als Dozentin an der Harvard Law School tätig, deren erster weiblicher Dekan sie von 2001 bis 2008 war. Am 26. Januar 2009 wurde sie von Präsident Barack Obama zum United States Solicitor General ernannt und am 10. Mai 2010 als Nachfolgerin für den zurücktretenden Richter John Paul Stevens für den Obersten Gerichtshof nominiert. Der US-Senat bestätigte Kagans Ernennung am 5. August 2010 mit 63:37 Stimmen, zwei Tage darauf wurde sie durch Chief Justice John Roberts vereidigt. Die formelle Einführung in ihr Amt erfolgte am 1. Oktober 2010.

## Jugend und Studium
Elena Kagan wurde als zweites der drei Kinder von Gloria Gittelman Kagan († 2008) und Robert Kagan († 1994), beide in den USA geborene Juden osteuropäischer Herkunft, in New York geboren. Robert Kagan war Anwalt und gehörte zu den Gründern der New Yorker Anwaltskanzlei Kagan & Lubic, Gloria Gittelman Kagan war Lehrerin und unterrichtete an der Hunter College Elementary School. Die Familie Kagan lebte zunächst in Stuyvesant Town, dann an der Upper West Side Manhattans. Nach dem Abschluss der Hunter College High School im Jahre 1977 studierte Kagan an der Princeton University, wo sie 1981 einen Bachelor of Arts im Fach Geschichte mit summa cum laude erwarb. In ihrer Abschlussarbeit, die der Historiker Sean Wilentz betreute, beschäftigte sie sich mit den Anfängen der sozialistischen Bewegung in New York im ersten Drittel des 20. Jahrhunderts (To the Final Conflict: Socialism in New York City 1900–1933, Princeton 1981). Im Jahr 1981 erhielt sie ein Postgraduierten-Stipendium, mit dem sie zwei Jahre das Worcester College der Universität Oxford besuchte. Dort schloss sie ihr Studium 1983 mit einem Master of Philosophy ab. 1986 erwarb sie an der Harvard Law School den Grad eines Juris Doctor.

## Laufbahn

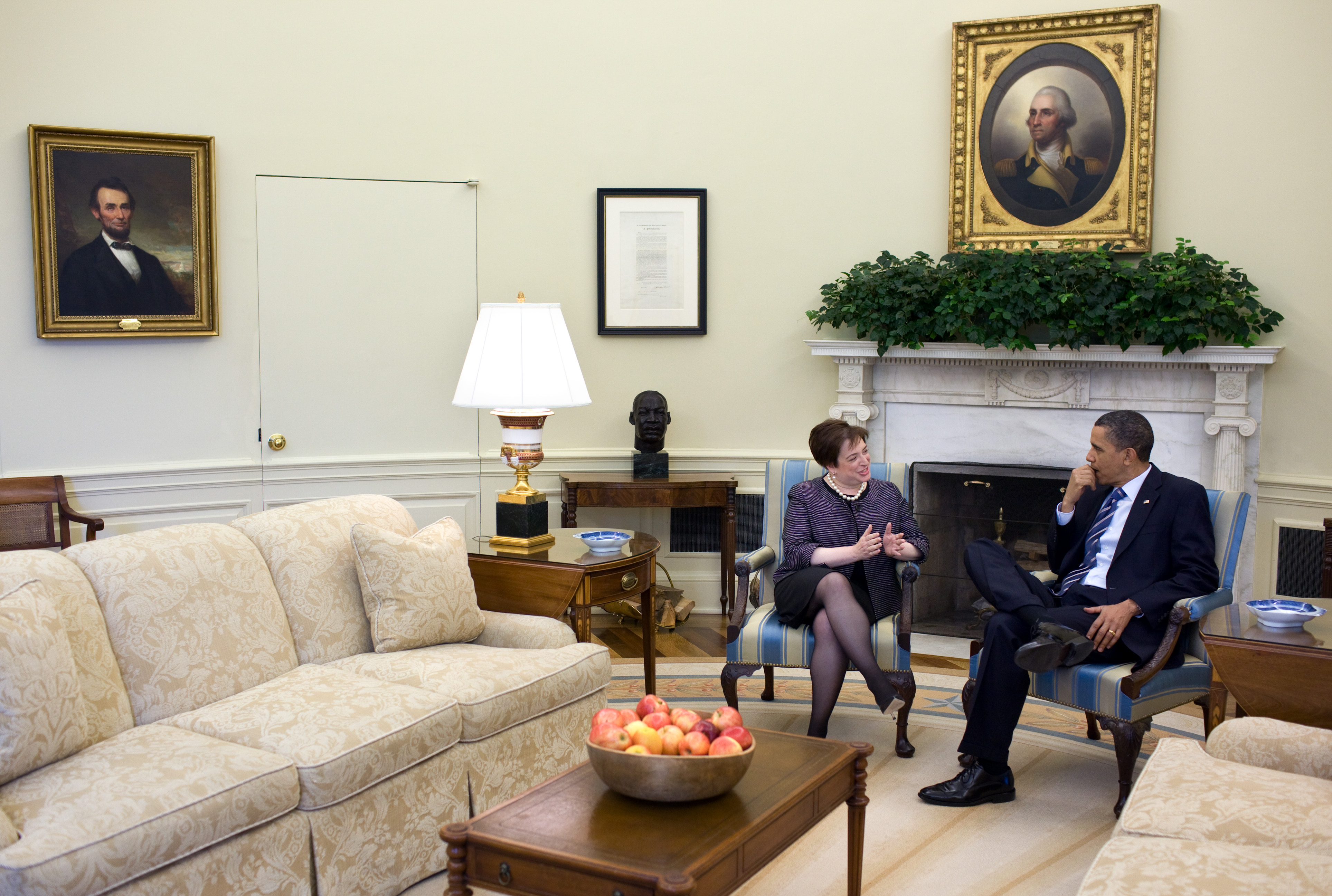
Kagan bei einem Treffen mit Barack Obama im April 2010

Kagan arbeitete im Sommer 1983 zunächst als wissenschaftliche Mitarbeiterin (paralegal), während ihres Jurastudiums in den Sommern 1984 und 1985 als Praktikantin (summer associate) in mehreren großen New Yorker Anwaltskanzleien, danach kurze Zeit als research assistant (Wissenschaftliche Hilfskraft) beim Staatsrechtler Laurence H. Tribe an der Harvard Law School. Von 1986 bis 1987 war Kagan juristische Assistentin (Law Clerk) für Abner J. Mikva, Richter am Bundesberufungsgericht in Washington, D.C. (D.C. Circuit of Appeals), 1987 bis 1988 war sie in gleicher Funktion für Supreme-Court-Richter Thurgood Marshall tätig.
1988 engagierte sie sich während der Präsidentschaftswahl in der Wahlkampagne des Kandidaten der Demokratischen Partei, Michael Dukakis. Nach seiner Wahlniederlage arbeitete Kagan zunächst von 1989 bis 1991 als Anwältin (litigator) für die Anwaltskanzlei Williams & Connolly in Washington, ehe sie eine Stelle als Rechtsdozentin an der Universität Chicago annahm.
1995 holte Präsident Clinton sie als stellvertretende Rechtsberaterin ins Weiße Haus, wo sie in den folgenden vier Jahren in verschiedenen Funktionen im Executive Office des Präsidenten tätig war. Von 1995 bis 1996 als Associate Counsel to the President, 1997 bis 1999 als Deputy Assistant to the President for Domestic Policy. 1999, am Ende seiner zweiten Präsidentschaft, nominierte Präsident Clinton Kagan für eine Richterposition am Berufungsgericht in Washington, D.C. (D.C. Circuit of Appeals). Ihre Nominierung scheiterte jedoch am Widerstand der Republikaner im Justizausschuss des Senats.
1999 nahm Kagan eine Gastprofessur an der Harvard Law School an, ab 2001 war sie dort als ordentliche Professorin tätig. 2003 wurde sie zur Dekanin ernannt. Sie war die erste Frau in diesem Amt, das sie bis 2009 ausübte. Zudem wurde sie 2005 in die American Academy of Arts and Sciences und 2011 in die American Philosophical Society gewählt. Am 26. Januar 2009 nominierte Präsident Barack Obama sie für das Amt des United States Solicitor General, die Bestätigung durch den Senat folgte am 19. März 2009. In dieser Funktion hatte sie als Anwältin und Verteidigerin den Staat beim Obersten Gericht zu vertreten. Auch hier war sie die erste Frau, die dieses Amt bekleidete.
Im Mai 2010 wurde sie von Präsident Obama als Richterin für den Obersten Gerichtshof nominiert. Diese Nominierung wurde kritisiert, weil Kagan nie als Richterin an einem Gericht tätig gewesen war. Vereinzelt wurde vermutet, sie sei letztlich mehr politische Aktivistin als Juristin. Die Anhörungen im Senat dauerten etwa einen Monat. Am 5. August 2010 wurde ihre Ernennung durch den Senat mit 63:37 Stimmen bestätigt. Sie erhielt bis auf eine alle Stimmen der Mitglieder der Demokratischen Partei, fünf Stimmen stammten von Mitgliedern der Republikanischen Partei. Obamas Berater David Axelrod berichtete später, der konservative Richter Antonin Scalia habe ihm Kagans Nominierung vorgeschlagen, da er – in der Gewissheit, dass niemand seiner politischen Ausrichtung nominiert würde – sich wenigstens „jemand Kluges“ (someone smart) wünsche.